# FutureSex/LoveSounds
FutureSex/LoveSounds è il secondo album di Justin Timberlake pubblicato il 12 settembre 2006. L'album vanta collaborazioni con Timbaland, Will.i.am, T.I. Snoop Dogg e Beyoncé. Il primo singolo estratto è stato SexyBack seguito da My Love, What Goes Around...Comes Around e LoveStoned/I Think She Knows.
Solo per il mercato americano è uscito il 10 aprile 2007 il singolo di Summer Love.
Il 27 novembre 2007 è uscita una versione deluxe dell'album composta da un CD e un DVD. Nel CD sono stati aggiunti un remix di SexyBack eseguito con Missy Elliott, un remix di Sexy Ladies con 50 Cent e una nuova versione di Until the End of Time con Beyoncé. Quest'ultimo brano è il quinto singolo estratto dall'album.
Il DVD conterrà invece i video dei singoli estratti dall'album con il dietro le quinte delle loro riprese (Making of) e alcune esibizioni dal vivo.
L'album ha venduto 10 milioni di copie nel mondo. In Italia riesce a vendere oltre 30 000 copie non riuscendo però ad ottenere la certificazione oro.

## Tracce
Edizione standard
1. FutureSex/LoveSound – 4:01 (Justin Timberlake, Tim Mosley, Nate "Danja" Hills)
2. SexyBack (feat. Timbaland) – 4:02 (Justin Timberlake, Tim Mosley, Nate "Danja" Hills)
3. Sexy Ladies/Let Me Talk to You (Prelude) – 5:32 (Justin Timberlake, Tim Mosley, Nate "Danja" Hills)
4. My Love (feat. T.I.) – 4:46 (Justin Timberlake, Tim Mosley, Nate "Danja" Hills, Clifford Joseph Harris)
5. LoveStoned/I Think She Knows (Interlude) – 7:23 (Justin Timberlake, Tim Mosley, Nate "Danja" Hills)
6. What Goes Around.../...Comes Around (Interlude) – 7:28 (Justin Timberlake, Tim Mosley, Nate "Danja" Hills)
7. Chop Me Up (feat. Timbaland & Three 6 Mafia) – 5:04 (Justin Timberlake, Tim Mosley, Nate "Danja" Hills, Jordan Houston, Paul Beauregard)
8. Damn Girl (feat. will.i.am) – 5:12 (Justin Timberlake, Will Adams, J. C. Davis)
9. Summer Love/Set the Mood (Prelude) – 6:24 (Justin Timberlake, Tim Mosley, Nate "Danja" Hills)
10. Until the End of Time (feat. The Benjamin Wright Orchestra) – 5:22 (Justin Timberlake, Tim Mosley, Nate "Danja" Hills)
11. Losing My Way – 5:22 (Justin Timberlake, Tim Mosley, Nate "Danja" Hills)
12. (Another Song) All Over Again – 5:45 (Justin Timberlake, Matt Morris)

Durata totale: 66:21
UK and Japan bonus track
1. Pose (feat. Snoop Dogg) – 4:47 (Justin Timberlake, Calvin Broadus, Caleb Speir, Will Adams)

Deluxe edition bonus tracks
1. Until the End of Time (feat. Beyoncé) – 5:22 (Justin Timberlake, Tim Mosley, Nate "Danja" Hills)
2. SexyBack (feat. Missy Elliott) (DJ Wayne Williams Ol' Skool Remix) – 4:16 (Justin Timberlake, Tim Mosley, Nate "Danja" Hills, Missy Elliott)
3. Sexy Ladies (feat. 50 Cent) – 4:16 (Justin Timberlake, Tim Mosley, Nate "Danja" Hills, Curtis Jackson)

### DVD
1. SexyBack (Making of)
2. Interview with Michael Haussmann
3. SexyBack (Music Video)
4. Interview with Paul Hunter
5. My Love (Music Video)
6. What Goes Around.../...Comes Around (Making of)
7. What Goes Around.../...Comes Around (Music Video)
8. Interview with Robert Hales
9. Lovestoned/I Think She Knows (Music Video)
10. Lovestoned/I Think She Knows (Live from Concert Prive, Paris)
11. My Love (Parkinson UK TV Performance)
12. SexyBack/My Love/Lovestoned/I Think She Knows (MTV Europe Music Awards Performance)
13. My Love/SexyBack (MTV VMA Performance)

## Classifiche
| Classifica (2006-25) | Posizione massima |
| -------------------- | ----------------- |
| Australia            | 1                 |
| Irlanda              | 1                 |
| Regno Unito          | 1                 |
| Stati Uniti          | 1                 |
| Svizzera             | 2                 |
| Svezia               | 2                 |
| Danimarca            | 3                 |
| Germania             | 3                 |
| Paesi Bassi          | 4                 |
| Belgio (Vallonia)    | 4                 |
| Nuova Zelanda        | 4                 |
| Austria              | 5                 |
| Francia              | 5                 |
| Belgio (Fiandre)     | 5                 |
| Finlandia            | 5                 |
| Norvegia             | 5                 |
| Italia               | 7                 |
| Portogallo           | 20                |
| Polonia              | 20                |
| Spagna               | 30                |
| Lituania             | 10                |